# 十字弓火箭筒

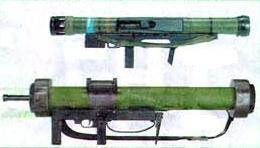
十字弓火箭筒（上）和鬥牛士火箭筒（下）的比較。

十字弓火箭筒（德語：Armbrust，意為：弩）是一款由西德武器製造商梅塞施密特-伯爾科-布洛姆（德語：Messerschmitt-Bölkow-Blohm，簡稱：MBB）所設計和生產的單發式反坦克火箭筒，後來亦將其生產權賣給新加坡特許工業公司（英語：Chartered Industries of Singapore，簡稱：CIS），發射67毫米火箭彈。

## 概述
十字弓火箭筒是一款無後坐力武器，它的設計使它成為可以安全地在任何狹小、封閉的空间（建筑物、壕溝、碉堡或載具內）內直接發射武器內的火箭彈的武器之一。火箭彈的推進裝藥被設置在兩個活塞之間，前面的是火箭彈，而後面的是多枚塑料片。與大多數的無後坐力武器不同的是，它是一種真正的反射武器，因為其火箭彈的质量是等於其平衡體裝置的質量，而他們亦會在相同的初始速度從發射管噴出。推進裝藥在武器發射的時候膨脹，推動兩個活塞。火箭彈會從發射筒前面被噴出來，而塑料片則從筒後噴出。從筒後噴出的塑料片會分散起來，並且因為空氣阻力的關係而迅速放緩。發射筒兩端的活塞在發射後會堵塞起來，將熾熱氣體密封於筒內。
在鎖定的熱氣體內桶的兩端活塞。其彈頭可以貫穿透300毫米的钢製裝甲。
自2004年以來，十字弓火箭筒正逐漸被由新加坡、德国和以色列合作開發的鬥牛士火箭筒取代。

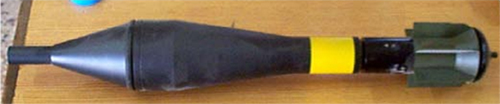
十字弓火箭筒的67毫米專用火箭彈拋體。

## 戰鬥使用
在1975年柬越戰爭期間，十字弓火箭筒也在同一時期提供給柬埔寨紅色高棉使用。它在對柬埔寨政府的鬥爭以及對越南軍隊的入侵之中被使用。
斯洛文尼亚和克罗地亚的民兵也通過走私取得十字弓火箭筒，並且在1990年代南斯拉夫內戰之中對南斯拉夫人民軍部隊使用。

## 使用國

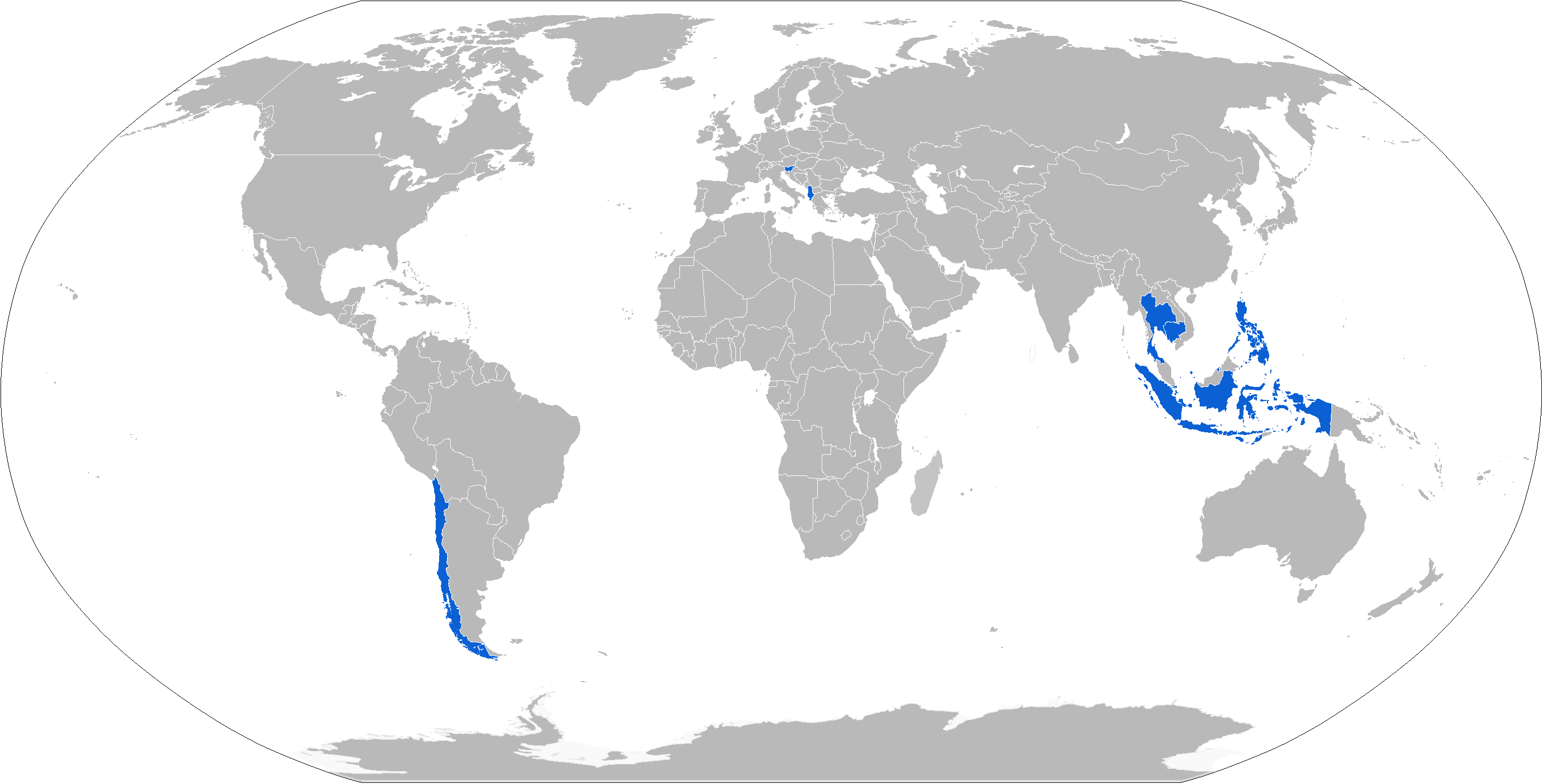
藍色為十字弓火箭筒的使用國，而紅色則是前使用國

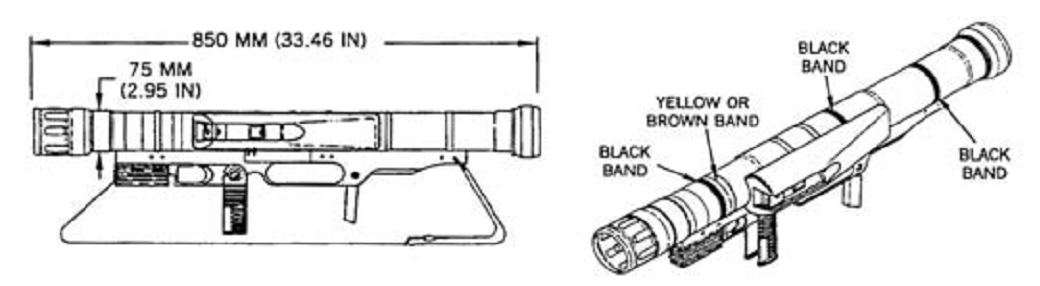
十字弓火箭筒的線描

| 國家       | 組織名稱                                  |
| ---------- | ----------------------------------------- |
|            | [ 5 ]                                     |
| 柬埔寨     | [ 5 ]                                     |
| 智利       | [ 5 ]                                     |
| 德国       | -                                         |
| 印度尼西亞 | 印尼海軍青蛙司令部（Kopaska）戰術潛水小組 |
| 印度尼西亞 | 印尼陸軍特種部隊司令部                    |
| 菲律賓     | 菲律賓海軍陸戰隊                          |
| 新加坡     | [ 5 ]                                     |
| 斯洛維尼亞 | [ 5 ]                                     |

### 非國家組織
| 組織名稱     |
| ------------ |
| 科索沃解放軍 |